# Édition numérique

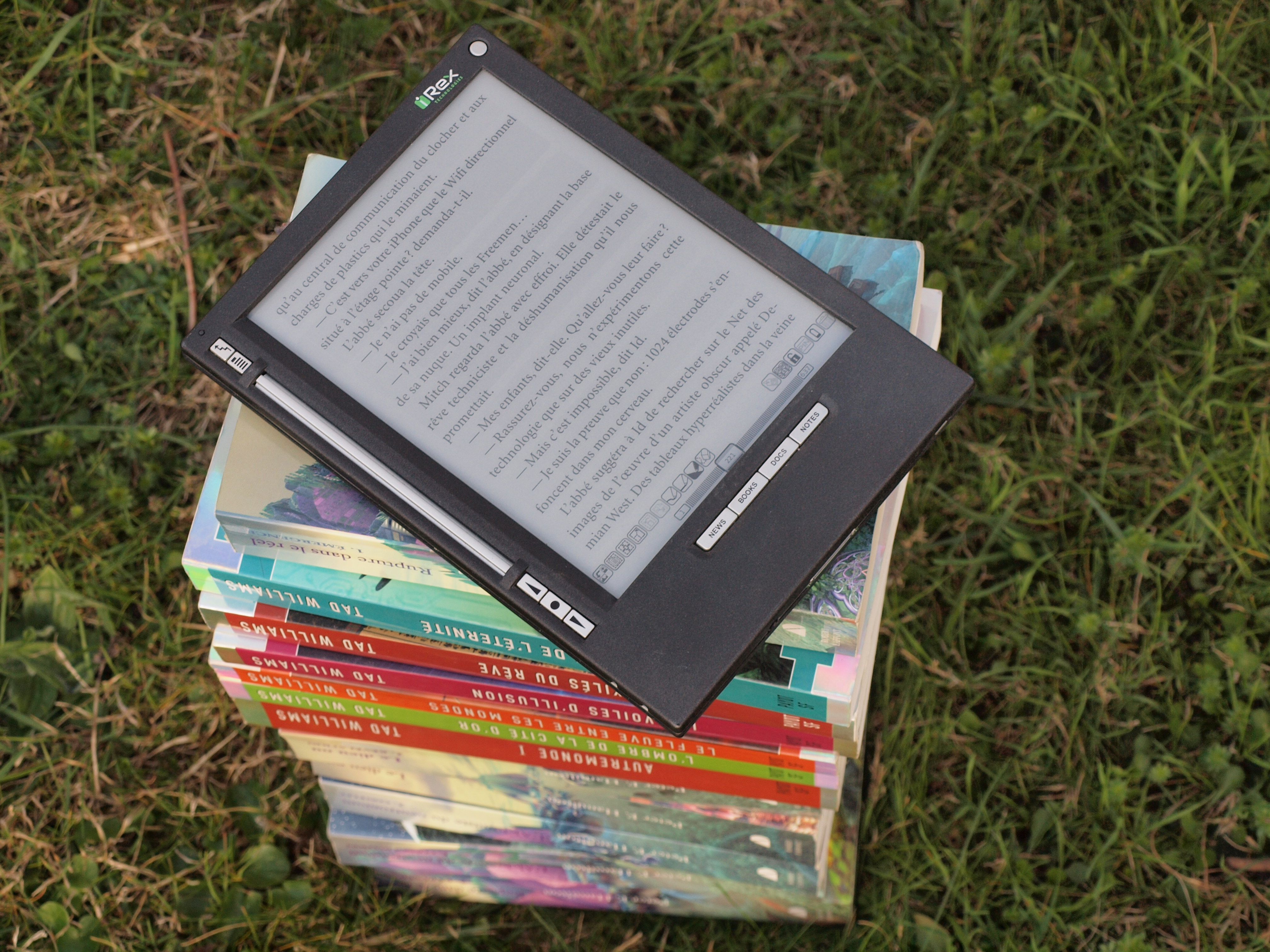
Liseuse sur une pile de livre

L'édition numérique ou édition électronique est le processus par lequel des contenus sont produits, mis en forme et diffusés dans des environnements numériques (en ligne ou non) pour une lecture sur écran (ordinateur, liseuse, tablette, smartphone).

## Histoire de l'édition numérique
L'édition numérique doit être comprise dans une continuité historique qui inclut aussi bien l'histoire de l'édition, l'histoire de l'information que, plus largement, l'histoire des idées et de leur diffusion. L'idée d'une pensée démocratisée, entre autres, apparaît centrale pour l'histoire de l'édition numérique. En effet, tel qu'expliqué dans l'ouvrage Pratiques de l'édition numérique, « étroitement liée à l’histoire des idées, l’évolution de l’édition, voire le métier même de l’éditeur, a historiquement accompagné un certain idéal démocratique qui est encore aujourd’hui le sien, mais dont la préservation s’annonce pourtant comme l’un des enjeux les plus importants pour les années à venir ». D'après Jean-Philippe Magué dans Pratiques de l’édition numérique, l’édition est traditionnellement basée sur trois instances qui sont aussi ses tâches principales : le choix des contenus, la légitimation de ces contenus et leur diffusion. Ces trois fonctions de base caractérisent aussi bien l'édition papier que l'édition numérique.
L'édition numérique englobe toute activité de conception et de mise en forme de contenus numériques à diffuser à l'aide des technologies numériques contemporaines.

### Débuts de la numérisation
La numérisation d’œuvres appartenant au domaine public constitue, selon Pierre Mounier et Marin Dacos, en 2010 « la pratique d’édition électronique la plus ancienne qu’on puisse trouver ». La première initiative de numérisation émane des États-Unis en 1971 et elle est réalisée par Michael Hart, alors étudiant à l’université de l'Illinois. Celui-ci lance le Projet Gutenberg, un projet universel ayant pour objectif de mettre la littérature à la disposition d'un large public. Le projet se développe lentement, et en 1989, à peine dix textes ont été saisis numériquement, qui plus est par Michael Hart et ses bénévoles au clavier seulement. Cependant, avec l'arrivée du World Wide Web (WWW ou 3W) en 1991, communément appelé web 1.0, lequel vise à connecter les documents entre eux sous forme de pages statiques, le Projet Gutenberg prend rapidement de l'ampleur. De nombreux bénévoles aident alors à son développement en l'alimentant d’œuvres littéraires classiques tombées dans le domaine public.
Ce projet ayant comme principes de base de mettre fin à l'ignorance en donnant accès à la littérature, non seulement aux professeurs et aux étudiants, mais surtout au public en général. Cela a marqué les débuts des bibliothèques dites publiques. Le premier livre saisi par Hart en 1991 fut Alice's Adventures in Wonderland (« Alice au pays des merveilles ») paru en 1865. Avec l'arrivée du navigateur Mosaic en 1993, le Projet Gutenberg atteignit son centième livre en 1994 par la parution des œuvres complètes de Shakespeare. Le projet touche alors à trois genres principaux, soit la littérature de divertissement (contes et fables), la littérature dite sérieuse (Bible et grands classiques) et la littérature de référence (dictionnaires et encyclopédies). En 2018, le projet aura atteint plus de 57 000 livres numériques offerts gratuitement, pour la lecture en ligne ou pour le téléchargement, dans des formats variés tel que l'ePub, Kindle, iPad, Android, etc. Bien que la plupart des œuvres disponibles soient de langue anglaise, le projet propose des œuvres dans plus de 40 langues via le Projet Gutenberg propre à chacun des pays concernés. Comme le projet est en open source, des milliers de bénévoles y participent et il est possible d'y contribuer en numérisant des livres libres d'accès ou en les enregistrant en audio. À partir de janvier 2019, plusieurs documents publiés en 1923, qui furent empêchés de passer au domaine public depuis vingt ans à cause du Copyright Term Extension Act de 1998, deviendront disponible en accès libre pour le grand public.
Dans les années 1970, le CNRS numérise environ mille ouvrages de divers genres (littéraire principalement, mais aussi philosophique et scientifique), datant du Moyen Âge (années 1180) jusqu'à l'époque actuelle, dans le but de fournir une banque de textes pour la formation d'un grand dictionnaire, le Trésor de la langue française. Cette base de textes nommée Frantext est d'abord distribuée sur CD sous le nom « Discotext », puis mise sur le Web en 1998. Elle est constamment enrichie depuis et compte 5 350 titres en 2018.

### Vers une numérisation de masse
Avec la mise au point en 1974 par Raymond Kurzweil  d'un scanneur équipé du logiciel Omnifont (qui permet la reconnaissance optique de caractères), la saisie numérique peut se faire beaucoup plus rapidement. Les projets de numérisation sont dès lors plus ambitieux et les bibliothèques numériques se multiplient.

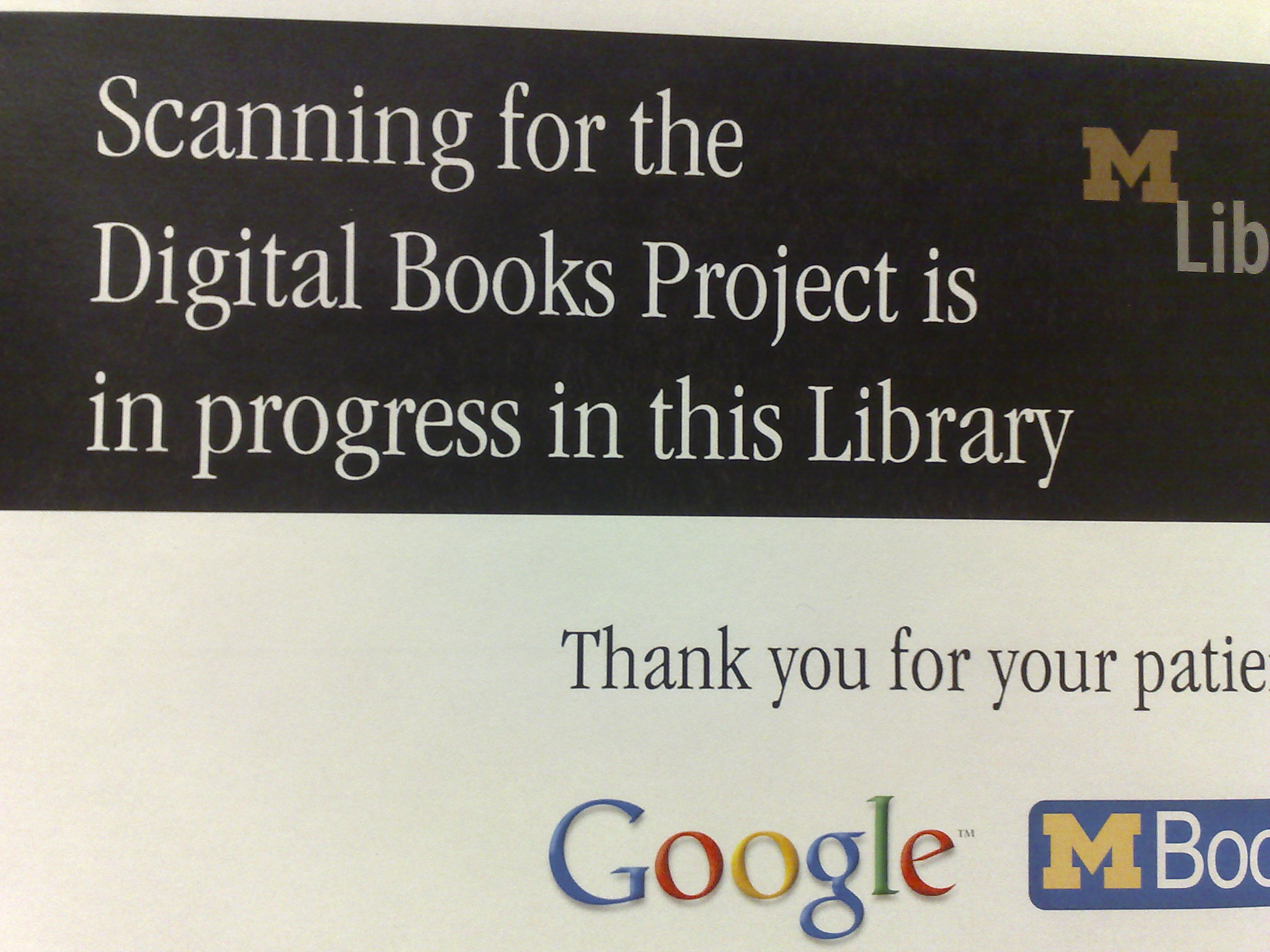
Google Livres au travail à l'université du Michigan.

L’ABU ou Association des bibliophiles universels est un projet de bibliothèque publique lancé par le Cnam. Bien que suspendue depuis 2002, elle a produit une centaine de textes qui restent disponibles aujourd'hui.
En 1992, la Bibliothèque nationale de France lance un vaste programme de numérisation, répondant au vœu du président François Mitterrand qui, dès 1988, souhaite la mise en place d'une bibliothèque d'un genre nouveau. Cette bibliothèque est mise en ligne en 1997 sous le nom de Gallica. En 2018, Gallica offre 626 999 livres en ligne et plusieurs millions de documents, incluant des estampes, des partitions et des manuscrits.
En décembre 2004, Google lance Google Livres, qui vise à numériser tous les livres disponibles dans le monde, soit environ 130 millions d'ouvrages, afin de les rendre accessibles en ligne. Dix ans plus tard, 25 millions de livres sont en ligne, provenant d'une centaine de pays et rédigés en 400 langues. Il est à noter que les scanners robotisés sont capables de numériser 6 000 ouvrages par heure.
Europeana est un catalogue européen qui offre des fiches sur des millions d'objets numériques et qui propose des liens aux bibliothèques nationales qui les possèdent.
Wikisource vise la constitution d'une bibliothèque numérique multilingue comme complément au projet encyclopédique de Wikipédia. Soutenue par la Wikimedia Foundation, Wikisource propose des textes numérisés et vérifiés par des bénévoles. En novembre 2018, cette base compte 16 698 livres en français.
HathiTrust est une bibliothèque numérique mettant en commun le contenu de plusieurs bibliothèques numériques d'universités des États-Unis et d'Europe, ainsi que de Google Livres et d'Internet Archive.

### Apparition de l'édition numérique
Alors que les premiers projets de numérisation transforment l'information inscrite sur un support physique en une information numérique, l'édition numérique intègre l'ensemble du travail de l'édition (production, mise en page, publication) sur des supports numériques. On assiste alors à une restructuration du milieu éditorial. Leurs tâches et leurs rôles étant transformés, les différents professionnels se voient confrontés à de nouveaux questionnements : « Les éditeurs, par exemple, s’interrogent sur la fiabilité du numérique et sur les garanties indispensables à sa diffusion massive. Les bibliothèques apprennent à séparer la gestion des supports de celle des contenus. Les distributeurs, libraires d’un nouveau genre, surveillent l’évolution du parc de machines, étudient les potentialités diverses des téléchargements ».

#### Intégration du numérique dans le processus éditorial
Le monde de l'édition traditionnelle, et plus particulièrement la création d'ouvrages, est tout d'abord transformé par l'invention des logiciels de traitement de texte et l'arrivée des logiciels de publication assistée par ordinateur (PAO) dans les années 1980, qui permettent aux éditeurs de mettre au point des chaînes d'impression numérique. Malgré le recours au numérique, l'imprimé demeure à ce moment le support de diffusion préféré.

#### Diffusion numérique
Lorsque le multimédia se développe, le cédérom et le DVD, réunissant les caractéristiques du livre, de l'audiovisuel et de l'informatique, font leur apparition, permettant en premier lieu de visualiser sur ordinateur des encyclopédies et des dictionnaires. L'arrivée et la démocratisation d'Internet permettent petit à petit aux éditeurs de mettre directement en ligne leurs ouvrages. Certains sites comme Amazon permettent aux internautes d'acheter des livres numériques. On retrouve aussi par exemple des portails éducatifs (gratuits ou payants), des sites encyclopédiques (comme Wikipédia), ou encore des portails de revue numérique. Alain Mille, dans l'ouvrage Pratiques de l'édition numérique dirigé par Michael E. Sinatra et Marcello Vitali-Rosati, considère qu'Internet et le Web seraient à la base même de l'édition numérique puisqu'ils ont « [...] déterminé le plus fort changement dans les modèles de production et de circulation des contenus ».
Si au début de cette transformation, le livre en format papier est tout simplement numérisé, c'est-à-dire qu'une copie numérique est faite à l'aide d'un numériseur à balayage (scanner) pour être offerte en ligne, il sera rapidement «produit nativement sous un ou plusieurs formats numériques pouvant être lus, en ligne ou après téléchargement, sur divers supports électroniques ». Le livre numérique fait alors progressivement son apparition et devient accessible sur différents supports, tels que la liseuse, l'ordinateur portable ou encore le téléphone intelligent. Il est important de noter que le choix d'un support numérique a des conséquences sur le mode de lecture des utilisateurs.

#### Organiser l'édition numérique
À l'ère du numérique, on assiste à un remaniement de la chaîne éditoriale traditionnelle. En effet, même si celle-ci exploite depuis longtemps les outils du numérique (traitement de texte et PAO), elle doit s’adapter aux nouvelles conditions de l’édition qui demande une structuration des contenus pour permettre une multiplicité de formes de diffusion plutôt qu’une simple mise en forme visant à produire un livre imprimé. La chaîne éditoriale numérique « permet aux éditeurs d’organiser leur production et leur diffusion papier et numérique » puisqu'elle constitue un procédé de création de contenu multiforme à partir d'une source unique.
Basée sur l’interopérabilité des contenus, la chaîne de production XML (Extensible Markup Language) constitue la principale chaîne utilisée dans le monde de l’édition. Elle demande une intervention éditoriale unique : la création du document source structuré en XML. Cette rédaction structurée permet de séparer les données et la présentation associée. Chacune des formes de diffusion peut ensuite être produite à partir de ce fichier : « quelques clics suffisent pour générer les versions papier et numérique à partir d’un même fichier. Le livre numérique n’apparaît alors plus comme une source de travail supplémentaire. » La chaîne éditoriale numérique se fonde sur le prince du WYSIWYM (What You See Is What You Mean), qui se base « non pas [sur le] résultat graphique, mais [sur] l'information à véhiculer, [sur] sa signification et [sur] l'intention éditoriale. »

#### Promotion des contenus numériques
Au Québec, certaines initiatives ont cherché à développer et à organiser l'édition numérique : « Dès 2008, l’Association nationale des éditeurs de livres (ANEL) mettait sur pied un comité composé d’éditeurs motivés à prendre le virage numérique. Des rencontres de ce comité est née l’idée de se doter d’un entrepôt numérique commun ». L'Entrepôt numérique inclut plus de 17 000 titres de plusieurs éditeurs du Québec et du Canada, ce qui comporte de nombreux avantages pour les maisons d'édition : « Grâce à l’Entrepôt numérique, l’éditeur peut mettre ses livres en format numérique à la disposition de libraires ou d’autres types de revendeurs  et de bibliothèques tant à des fins de commercialisation qu’à des fins de promotion ».

## Le livre numérique
Le travail d'un éditeur numérique reste comparable à celui d'un éditeur traditionnel. Il reçoit les manuscrits, les sélectionne, les retravaille avec les auteurs pour les corrections éventuelles ; ce travail se fait le plus souvent en ligne. Il effectue ensuite les opérations classiques de mise en page et ajoute des illustrations. Toutefois, l'impression papier est remplacée par la création de fichiers de différents formats, produisant le livre numérique.
Le marché du livre numérique, sans surpasser celui du livre papier, a connu une croissance importante durant ces dernières années : « D’après l’Association of American Publishers, la part du marché des livres numériques (aux États-Unis) est passée d’environ 1 % en 2008 à presque 23 % quatre ans plus tard. ».
En France, l'édition papier bénéficie d'un taux de TVA réduit (5,5 %), tandis que l'édition numérique supporte le taux de TVA standard (19,6 %), au même titre que l'informatique, dont elle est issue. Malgré la naissance de certaines polémiques, cette norme perdure. En effet, le 28 octobre 2010, la proposition de loi déposée par le député de Savoie (UMP) Hervé Gaymard et défendue par le Syndicat national de l'édition (qui souhaitait que les fichiers numériques soient taxés au même titre que le livre papier) a été rejetée par le Sénat. La situation a cependant évolué depuis le 1er décembre 2016 : « [l]a Commission européenne a présenté une proposition de Directive qui permet d’adapter le taux d’imposition des e-books à celui des livres papier ». Finalement, cette proposition a été appuyée par de nombreux acteurs de l'édition comme la Fédération des éditeurs européens (FEE), l'Association des éditeurs belges (ADEB) et la Vlaamse Uitgevers Vereniging (VUV).

### Production
Plusieurs logiciels existent pour la création de livres numériques. Adobe Acrobat DC est utilisé pour produire des PDFs, mais il est payant et complexe. Il permet de modifier le texte, ajouter des images, du multimédia, etc. Adobe InDesign CC, principalement pour les formats EPUB3,, est également payant et accessible par abonnement depuis 2016. C'est un des logiciels les plus puissants pour la production de livres numériques.
Les principaux logiciels gratuits sont Calibre et Sigil. Calibre permet de créer des livres à partir de fichiers Word, compatibles avec différents systèmes d'exploitation, et inclut une fonction de recherche de livres. Sigil, centré sur la création de livres EPUB, offre plus de fonctionnalités pour ce format, mais son interface est moins intuitive. Ces logiciels gratuits sont moins performants que ceux d'Adobe.
Pour ce qui est des applications, Book Creator est utilisé principalement à des fins pédagogiques. L'application, abordable, est surtout destinée aux enfants et adolescents (de par son interface et sa facilité d'utilisation), et vise la création de livres numériques simples. Les possibilités d'édition et de fonctionnalités sont toutefois relativement limitées, considérant son public cible.
Plusieurs éditeurs proposent également des solutions qui utilisent l'un ou l'autre de ces logiciels : Aquafadas, Mag+, Twixl Publisher, WoodWing, QuarkXPress, etc.

### Formats
Pour qu'un texte numérique puisse être partagé et lisible sur écran, il doit être structuré selon des standards, c’est-à-dire les formats. « Le choix d'un format a des implications profondes » puisque, d'un point de vue éditorial, les formats informatiques ne sont pas neutres ; ils jouent en effet un rôle central dans la définition des contenus numériques que l'on peut produire, dans leur forme et dans la façon dont ils seront utilisés. Pour Benoît Epron et Marcello Vitali-Rosati, « [c]haque format et chaque logiciel portent [en lui] une idée particulière de ce que signifie « écrire » et « publier » (p. 7). Leurs limites techniques, leur degré d'ouverture et leur statut de standard doivent de ce fait être pris en compte par l'éditeur. Pour Viviane Boulétreau et Benoit Habert, le choix d'un format doit aussi prendre en compte la consommation ou la modification du document, sa durée de vie, le public visé, la mode de transmission, l'interopérabilité et la pérennité.
Il existe des formats propriétaires, qui peuvent être ouverts ou opaques, et des formats libres et ouverts. Les spécifications des formats propriétaires sont contrôlés par une entité privée, alors que celles des formats libres sont publiques.
Selon Pierrick Messien, dans le monde de l’édition numérique, on dénombre trois formats numériques principaux : le PDF, l’EPUB et le format AZW. On pourrait cependant ajouter à cette liste une série d'autres formats, dont le format HTML et le format texte (seul), pour ne nommer qu'eux. HTML est le format du web et le format texte (seul), un « ensemble de caractères sans indications de mise en forme ». Benoit Epron et Marcello Vitali-Rosati parlent d'un véritable « émiettements » des formats.

#### LePortable Document Format(PDF)
Créé en 1993, le Portable Document Format (PDF) est un des formats les plus utilisés dans l’édition numérique, car il présente l’avantage de préserver fidèlement la mise en page des documents, indépendamment de la plateforme de lecture, du système d'exploitation, etc. Avec un tel format, la lecture est suggérée sur un ordinateur à l’aide par exemple du logiciel Adobe Acrobat Reader. Il est toutefois possible de lire un texte au format PDF sur une liseuse, mais la différence des tailles d’écran n’est pas prise en compte. L’expérience de lecture est alors dégradée puisque le texte est de trop grande taille pour un tel outil.
L’auteur peut être amené à choisir le format PDF pour son document si le document doit seulement être affiché, s'il doit être imprimé et que la mise en page doit être conservée, si le mode de transmission (par exemple site Web, courriel, clé USB) demande un format léger ou encore si le document doit être exploitable à long terme.

#### Le format EPUB
Plus flexible que le PDF, l’EPUB est le format standard actuel pour la lecture de livres numériques sur liseuse (sauf pour Kindle), smartphone et tablette. Recomposable, le format EPUB permet au texte de s’adapter à la taille de l’écran de l’outil utilisé et peut ainsi fonctionner sur différents appareils. Ce format est reconnu pour son dynamisme de par ses nombreuses fonctionnalités (recherche en plein texte, association d’annotations au contenu du livre numérique, création de quiz et de pop-ups, configuration des options par le lecteur).
En plus de contenir les éléments typiques d’un document web, l’EPUB permet de retrouver de nombreux éléments propres aux livres tels qu’une page de couverture, une table des matières ou encore un index. L'EPUB est en fait un ensemble de fichiers zippés qui contient des fichiers HTML, des CSS et des documents multimédias. La création de ce type de fichier demande donc des logiciels spécialisés et des connaissances au sujet des langages hypertextes.
De plus, l’EPUB est le format recommandé pour rendre la publication la plus accessible possible. Non seulement il offre au lecteur la possibilité de modifier la police, la taille de la police, l’interlignage et la couleur de fond pour rendre le contenu plus lisible, il permet aussi la lecture du texte par une voix synthétique ou humaine et sa transcription en Braille.  

#### Le format AZW
Le format AZW est le format développé par Amazon pour sa liseuse Kindle. Alors que la plupart des autres liseuses acceptent le format EPUB, Amazon détient son propre format pour les livres numériques, celui-ci étant fermé contrairement au format EPUB qui est ouvert. L’objectif est d’inciter les utilisateurs à acheter des livres numériques sur le site Amazon. 
Lorsqu’un auteur souhaite soumettre son texte à Amazon, c’est la marque elle-même qui se charge de convertir le fichier en format AZW. Il est néanmoins conseillé que le fichier soumis soit de format EPUB, car les similarités avec le format AZW permettent un meilleur rendu. 

## Supports et pratiques de lecture numérique
La transition vers le numérique transforme les pratiques de lecture, notamment par la multiplication des supports disponibles pour la lecture tels que l’ordinateur, le téléphone intelligent, la liseuse et bien d’autres. Le numérique permet la mise en œuvre de différentes modalités de lecture (immersive, documentaire, rapide, utilitaire, etc.) qui correspondent aussi bien au type de contenu lu qu’au support de lecture : « le terminal de lecture formalise donc la technologie de lecture considérée comme la plus adaptée au texte lu et aux conditions de lecture par le lecteur ». Les différents supports apparaissent ainsi comme complémentaires.
La démocratisation des ordinateurs portables et l’amélioration des écrans ont favorisé leur utilisation pour la lecture de divers contenus numériques (livre numérique, blog, article de magazine, article scientifique, email, etc.). Si l’ordinateur personnel donne accès à une grande diversité de textes, le téléphone intelligent et la tablette offrent quant à eux la possibilité de consulter des livres numériques par le biais d'applications. La popularité de la lecture de livres numériques sur téléphone intelligent s'accroît, passant de 9 % en 2012 à 14 % en 2015, tandis que le nombre de lecteurs sur tablette diminue, passant de 50 % en 2012 à 32 % en 2015. En effet, les téléphones sont de plus en plus grands et offrent une meilleure résolution que les tablettes.
Contrairement à l’ordinateur, la tablette et le téléphone intelligent, la liseuse est spécifiquement conçue pour la lecture. Elle permet d'emporter son livre numérique partout et assure un confort de lecture grâce à une encre électronique dans l'écran, qui permet de ne pas utiliser d'énergie une fois la page affichée. Il est ainsi possible d'accéder à la table des matières, de surligner des mots ou passages, d'effectuer des recherches, d'accéder à un dictionnaire, de traduire le texte, de partager sur Facebook, de modifier la mise en page et de l'adapter selon les déficiences visuelles. La liseuse imite le rendu visuel du papier, ainsi que la sensation tactile de la page.

## Métadonnées
Les métadonnées sont des instructions en code caché décrivant des ressources numériques et permettant à celles-ci d'être repérées par des catalogues et moteurs de recherche (référencement et identification); ce sont donc des données sur des données. Le nom d’un auteur, la nature d’un document, son titre, son sujet ou « toute autre information décrivant un contenu culturel ou une œuvre » en sont des exemples. Les métadonnées facilitent la recherche d’informations, la réutilisation des données et la préservation de données numériques dans un contexte où les formats évoluent sans cesse.

### Découvrabilité
Dans le contexte de l'édition numérique, on assiste à une évolution du rôle des métadonnées : « le choix, la précision ou la fiabilité des métadonnées constituent non seulement un ensemble décisif pour la logistique de suivi ou de localisation, mais également un élément essentiel du référencement et donc de la visibilité des ouvrages » (p. 55).
La Découvrabilité d’un contenu augmente en effet avec la qualité de son référencement. Lorsque les pages Web et les entrepôts de données renvoyant à une ressource utilisent des métadonnées descriptives, la ressource en question aura plus de chance d’être découverte par les consommateurs, elle ressortira dans les résultats de recherche ou sera recommandée par les algorithmes. Les métadonnées descriptives facilitent ainsi la recherche de contenus et donnent de la visibilité aux contenus culturels décrits sur le Web.

### Interopérabilité
Les métadonnées descriptives sont complexes à mettre en œuvre puisqu'elles sont destinées à être lues par des humains et des machines. Il faut donc utiliser des standards et des schémas d'encodage connus afin que l’échange de données entre les systèmes soit possible et efficace : « Pour éviter les problèmes de saisie, d’interprétation ou de transmission des métadonnées, une métadonnée de qualité doit être standardisée, c’est-à-dire qu’elle doit être structurée de manière normée et saisie selon des protocoles définis, en utilisant des vocabulaires contrôlés, idéalement internationaux ». Le langage XML, qu’utilisent différents schémas de métadonnées, favorise l’interopérabilité puisqu’il est compris par différents systèmes.
Le principe des identifiants uniques, tels que l'ISBN dans le monde du livre, facilite aussi l'interopérabilité entre les systèmes et entre les fonds ou catalogues. Il agit en effet comme une clé de recherche précise pour repérer un contenu dans n’importe quelle base de données.

### Schémas de métadonnées utilisées dans le domaine de l'édition
Un schéma de métadonnées est une norme d’encodage qui permet d’organiser et de lier entre elles des informations sur des contenus. Il existe de nombreux schémas, qui sont souvent spécifiques à un domaine.
Le Dublin Core est un schéma de métadonnées générique qui permet de décrire des ressources numériques ou physiques et d’établir des relations avec d'autres ressources. C'est une norme décrivant des ressources bibliographiques.
Le MARC (MAchine-Readable Cataloging) constitue le « standard de description bibliographique » depuis le milieu des années 1960. Il est surtout utilisé par les bibliothèques pour cataloguer leur collection. Toutefois, « dès lors que les bibliothèques ont commencé́ à acquérir […] des ressources audiovisuelles ou numériques, la nécessité s'est fait sentir d'autres schémas de métadonnées qui permettent de mieux décrire les documents non imprimés. » Le schéma MODS (Metadata Object Description Schema), développé en 2002, dérive du MARC et permet de décrire des collections numériques.
Le METS (Metadata Encoding and Transmission Standard) est en pleine émergence. Ce schéma « sert à exprimer des métadonnées de nature diverse portant sur un document numérique, dans le but de faciliter son échange, sa gestion et sa préservation. » Ce format est actuellement utilisé dans le cadre du projet SPAR de la Bibliothèque nationale de France.
Le schéma ONIX sert, quant à lui, le commerce numérique du livre. Il est utilisé par les éditeurs et distributeurs pour échanger des données bibliographiques et commerciales sur les ouvrages.

## Un modèle économique encore incertain
Chaque mode de diffusion a entraîné dans l'histoire un changement du modèle économique, c'est pourquoi il est important aujourd'hui que les acteurs comprennent l'enjeu du changement du modèle de circulation des contenus. Cela aura des répercussions majeures tout comme l'arrivée de l'imprimerie à caractères mobiles aura influencé le système économique des œuvres appartenant aux mécènes. L'arrivée du numérique a entraîné une forme de dématérialisation des livres, puisqu'il y a conversion du livre papier en livre numérique. Cette dématérialisation de plus en plus importante a demandé une reconfiguration, une réorganisation majeure dans les bibliothèques, mais également chez les maisons d'édition voulant exploiter ce marché : « Le défi à relever pour l’édition tient donc au changement des pratiques d’information, d’enseignement et de loisir. La diffusion de fichiers numériques contraint en réalité l’édition à repenser toutes ses pratiques, tant le « contenu » des livres tenait compte de leur matérialité, qui déterminait à son tour leur modèle économique ». Désormais, les ouvrages prennent la forme de fichiers informatiques. Leur reproduction et leur diffusion en sont ainsi facilitées. Toutefois, auteurs et éditeurs doivent tenter de restreindre l’accessibilité aux contenus créés afin de rentabiliser leur production. La question du prix du livre numérique se pose alors, ainsi que celle du piratage.

### Stratégies commerciales
Le numérique rend possibles de nombreuses modalités commerciales qui dépendent surtout du secteur d'activité investi. En effet, les stratégies employées ne seront pas les mêmes pour la diffusion d'un ouvrage général, littéraire, scolaire ou savant : on comprendra facilement qu'une revue scientifique n'assurera pas sa survie de la même façon qu'un magazine à potins, qui optera plus facilement pour les publicités : « L'édition numérique recouvre des domaines suffisamment variés pour ressortir d'une multiplicité de modèles ». Dès lors, on ne parle plus d'un modèle économique, mais de plusieurs, puisque les différents publics et les enjeux sont davantage ciblés. Les pratiques tiennent évidemment compte des nouveaux modèles d’accès aux livres tels que le prêt numérique ou la lecture en continu (streaming).

#### Le modèle premium
Le modèle premium est une stratégie commerciale qui ne donne accès qu'à une partie des contenus gratuitement et demande un paiement pour débloquer l'autre partie. C'est un système adopté par beaucoup de quotidiens, comme Le Monde, Libération ou Le Devoir.
La barrière mobile est une variante de l'offre premium. Elle fait payer l'accès dans les premiers temps de la publication, puis le rend gratuit par la suite. Si bien que pour avoir accès aux dernières parutions, le consommateur doit payer. Cette stratégie est régulièrement utilisée par les revues scientifiques, ce qui peut s'avérer problématique pour la recherche puisque les plus récents développements ne sont pas partagés au plus large public possible.

#### Le modèle freemium
Cette stratégie commerciale est de plus en plus utilisée dans le monde numérique. Elle propose un contenu gratuit, mais des services payants (par exemple, la possibilité de télécharger le contenu sous forme de PDF). Le modèle associe donc une offre gratuite, en libre accès, et une offre « premium », haut de gamme, en accès payant, l'offre gratuite devenant par le fait même une publicité pour les options payantes.

#### Adsense
L’utilisateur Adsense accepte de diffuser contre paiement sur son site, son blogue ou dans ses vidéos des publicités liées au contenu qu’il produit. Le montant dépend de la popularité de la recherche de mots-clés (à la base du modèle économique de Google, AdSense fait tourner près de 60 % de l'économie numérique du monde).

#### Les DRM et tatouages numériques
L’adoption de DRM, ou verrous numériques, est une mesure technique de protection qui tend à limiter l'accès aux œuvres numériques (temps de consultation, nombre de copies, etc.) à long terme. C’est le système choisi par de nombreuses bibliothèques en ligne pour contrôler l’utilisation des contenus de leur catalogue. Ce modèle est toutefois remis en question parce qu'il rend difficile l'accès dans un format censé le faciliter.
Pour le remplacer, de nombreuses publications ont déjà adopté le tatouage numérique. Ce procédé de marquage n’impose pas de limite technique à l’utilisateur; il s’agit plutôt d’apposer sur le fichier téléchargé légalement la signature (visible ou non) de l'acheteur, du créateur, du propriétaire, etc.

#### Le modèle de la longue traîne
Cette expression est employée pour décrire certaines plateformes en ligne, telles que Amazon, qui bénéficient de ventes sur l’intégralité de leur catalogue. Ces entreprises « réalisent une importante partie de leur chiffre d’affaires en vendant un très grand nombre de produits différents en petite quantité » grâce à un système de recherche par mots-clés. Les commerces physiques ne peuvent proposer un aussi vaste catalogue puisque c’est généralement la demande qui justifie le stockage physique des ouvrages.

#### L'abonnement
L'abonnement à des livres numériques de différents éditeurs moyennant une mensualité est proposé par diverses plateformes comme Kindle Unlimited, Scribd, 24Symbols (en Espagne) ou YouScribe (en France). Ces services sont basés sur le streaming et non pas sur le téléchargement. Ainsi, le lecteur ne devient pas propriétaire du livre numérique (ou audio), mais possède plutôt une licence d’accès temporaire.

## Défis et enjeux de l'édition numérique
Avec l'avènement du numérique, l'édition connait une transformation d'ensemble (p. 97). Celui-ci a transformé les modes de production et de diffusion des contenus, de même que les pratiques culturelles: « Les transformations sont multiples: dématérialisation des supports, disponibilité illimitée des contenus dans le temps et dans l'espace, gestion et mise à jour de l'information pour faciliter le référencement, émergence de nouveaux modèles d'affaires et de nouveaux réseaux de diffusion et de distribution, etc. ».

### Rapport de l'écriture avec la technique
Dans Pratiques de l'édition numérique, Michael E. Sinatra et Marcello Vitali-Rosati indiquent que l'un des défis de l'édition numérique consiste à considérer le lien qui unit étroitement la technique et la culture, de manière à « mettre en place de bonnes pratiques qui influenceront le développement culturel ». De la plume au stylo, de la machine à écrire à l'ordinateur, tous ces outils ont marqué notre rapport à l'écriture et ont contribué à en changer la valeur symbolique. Dès lors, il est impératif de « réfléchir aux différentes formes d'écriture que les outils numériques proposent, pour comprendre comment les choix technologiques reflètent nos conceptions de l'écriture » (p. 38).
Dès la fin du XXe siècle, des changements marquants sont apparus concernant les outils d'écriture et de diffusion de contenu. Ceux-ci n’ont pas seulement permis d’écrire plus rapidement et efficacement, ils ont bouleversé la façon de concevoir l’écriture : le texte est désormais vu comme quelque chose de maniable depuis l'arrivée des logiciels de traitement de texte qui ont permis un écart de plus en plus mince entre le manuscrit et sa version finale, notamment grâce à des logiciels de type WYSIWYG. Tout cela participe à rendre l’écriture et la publication beaucoup plus accessible, tant en ce qui concerne la création que la diffusion.
De plus, la multiplicité des logiciels et des formats montre qu’il n’y a pas qu’une seule manière de structurer des contenus et que celle-ci dépend grandement des visées de la publication. Chaque format véhicule ainsi sa conception particulière de l’écriture et de la publication puisque la visualisation du texte, mais surtout sa structuration se fait de manière différente. On remarque à ce sujet une distinction importante entre les formats portés sur la « mise en forme graphique du texte » (RTF, doc) et ceux « orientés vers la structuration sémantique » (XML) (p. 37). Ces derniers permettent la manipulation automatique du texte puisque chaque élément est balisé en fonction de son sens (des « étiquettes » sont accolées aux données pour qualifier leur contenu).
Finalement, en contexte de rédaction et d’édition numérique, le support d’écriture devient lui-même une source immense d’informations, la multiplicité des contenus disponibles sur le Web permettant de sourcer son document de multiples façons.

### Accessibilité
L'un des enjeux essentiels de l'édition numérique concerne l'accessibilité d'un texte : « Le libre accès ne peut réellement exister sans numérisation ni réticulation. Bien sûr, un désir de libre accès se manifeste dès l’imprimé, et l’importance croissante des bibliothèques en constitue l’un des signes [...] Mais la numérisation permet d’obtenir deux résultats essentiels pour le libre accès : on peut produire des copies parfaites à un coût marginal proche de zéro, et la présence des réseaux ouvre la possibilité d’une dissémination à un coût marginal à peu près nul ».
Lors du passage d'un univers analogique à un univers numérique, où la circulation et l'accessibilité se trouvent facilitées (cf. accessibilité du Web), s'opère un changement majeur dans les modes de consultation. Désormais, le web 3.0 se transforme en un web de services, notamment avec l'arrivée du téléphone intelligent, où nous n'avons plus accès à des ressources, mais à des services dont l'accès requiert de nouveaux coûts. Cela peut se traduire en un problème d'accessibilité aux services et limite ainsi le pouvoir de diffusion du numérique et son rôle dans la transmission du savoir et de la culture.
De ces constatations sont nées plusieurs initiatives telles que le mouvement du Logiciel Libre, initié par Richard Stallman, et le principe du libre accès, qui concerne surtout l’édition scientifique.

### Droit d'auteur et licence
Comme pour l'édition imprimée, la relation entre l'auteur et l'éditeur est régie par un contrat signé par les deux parties, définissant les droits et les obligations de chacun, leur rémunération et l'engagement de l'éditeur à diffuser l'œuvre. Toutefois, le modèle conçu pour le papier ne peut pas rester sans changement avec l'arrivée d'un nouveau paradigme technique. Ainsi, la question du droit d'auteur (copyright américain et européen) devra être reconsidérée autant que celle de l'accès.
Plusieurs initiatives tentent de faire la promotion de logiciels libres afin de permettre aux utilisateurs de ne payer que pour ce dont ils ont besoin. Parmi ces chercheurs, Jean-Claude Guédon remarque que le « système d'information est entre les mains d'un petit groupe d'individus qui détiennent les instruments de communication ». Le régime de la licence permet à l'auteur de décider de donner à son œuvre une licence d’utilisation bordée par des conditions. La première licence est la GNU, à l’initiative de Richard Stallman, et la seconde, la GPL, qui s’applique essentiellement aux logiciels en se basant sur un système de Copyleft (voir Licence publique générale GNU). Cette dernière licence prend en compte le droit des utilisateurs sur un programme informatique.
Différentes licences peuvent s’appliquer aux œuvres textuelles, telles que la licence Creative Commons adoptée par Wikipédia en 2009. Cette licence « à la carte » permet de définir des contraintes concernant la paternité de l’œuvre, ses modifications, son utilisation commerciale, etc. La formule la plus ouverte est la CC-by (attribution) et la plus fermée, la CC-by-NC-md (attribution, pas d'utilisation commerciale, pas de modification). Pour outrepasser une licence Creative Commons, un contrat avec l’auteur est nécessaire. Ce régime ne s’oppose donc pas à celui du contrat et de l'exploitation commerciale; il lui est, au contraire, complémentaire.
De plus, contrairement au livre imprimé, l'œuvre numérique n'est jamais « épuisée »; l'épuisement des stocks dans l'édition conventionnelle peut conduire à l'extinction du contrat, sauf si l'éditeur n'entreprend pas de réimpression dans un délai fixé. La durée du contrat en édition numérique (obligatoirement limitée, pour respecter la loi sur le droit d'auteur) est donc définie en fonction d'autres critères. Puisque le livre numérique connaît de nombreuses variantes, cela complexifie la question des droits d'auteur et des contrats d'édition qui peuvent avoir de multiples possibilités.

### Pérennisation
La pérennisation des objets numériques implique la participation d’organisations dont cela est le mandat et la responsabilité. La conservation physique des fichiers comprend deux logiques : la sauvegarde, et l’archivage sur le long terme. Les systèmes de sauvegarde permettent de restaurer les données en cas de perte ou de dommage alors que les systèmes d’archivage sont utilisés à des fins de référencement; ils visent à récupérer des données anciennes.
L'enjeu de la pérennité soulève autrement de nombreuses inquiétudes concernant la démagnétisation des supports. La mauvaise fiabilité des stockages et l’évolution rapide des formats (apparition des formats propriétaires), des supports et des applications posent de réels problèmes de conservation physique des fichiers : « Les infrastructures de conservation du numérique demandent donc aussi des développements constants », affirme la directrice du dépôt légal et de la conservation des collections patrimoniales à la Bibliothèque et Archives nationales du Québec, Mireille Laforce.
En ce qui concerne le livre numérique, les bibliothèques et archives nationales ne sont pas dépositaires des copies comme dans le cas du livre imprimé dont le dépôt légal prévoit la préservation. Le dépôt des publications numériques est volontaire ; celles-ci sont ainsi plus souvent archivées sur des serveurs privés.

### Le livre numérique
| Formats de livres numériques                        | EPUB - PDF - PRC/MOBI                                                                                    |
| Liseuses                                            | Kindle DX - Sony Reader - Iliad - Digital Reader 1000 - Cybook Gen3 - Cybook Opus - Nook - Amazon Kindle |
| Technologies et normes                              | Papier électronique - Unicode - Open Publication Structure                                               |
| Portails de revues                                  | Persée (portail) - Cairn.info - Érudit (édition) - OpenEdition Journals                                  |
| Bibliothèques numériques et projets de numérisation | Google Livres - Gallica - Europeana - Projet Gutenberg - Association des bibliophiles universels         |